# Sideritis oroteneriffae
Sideritis oroteneriffae là một loài thực vật có hoa trong họ Hoa môi. Loài này được Négrin & P.Pérez miêu tả khoa học đầu tiên năm 1988.